# 松並青葉
松並青葉（まつなみあおば）は、茨城県守谷市の町名。守谷市松並土地区画整理事業の施行後の2016年10月22日に、松並字相野谷道上・溜・大日・二ツ塚・沼崎・向溜の各一部より、松並青葉一丁目～松並青葉四丁目までが設置された。郵便番号は302-0132。

## 地理
守谷市東部に位置する。三丁目の一部を除き、守谷市松並土地区画整理組合による土地区画整理事業が施行された。
地域の中央を通る遊歩道「松並木公園」は、旧銚子街道に当たる。また、松並木公園の松は幕府の奨励のもと、守谷藩によって1620年（元和6年）に植えられたもので、従前の大字であり、町名にも採用された「松並」の由来となっている。
一・二丁目の中心をあけぼのすぎ通りが通り、一丁目にあけぼのすぎ公園、星の広場、三・四丁目の西端に松並木公園、三丁目に天の川公園がある。
東西は松並、南はひがし野・松並、北は松並、つくばみらい市筒戸と接している。

## 歴史
かつては守谷の一部で、城下町守谷の北側の地域である。2002年（平成14年）2月2日の守谷市市制施行と同時に、全域が松並として分離。松並土地区画整理事業の換地処分後に、松並青葉として再分離した。また、松並の起立以前より、地域住民を対象とした旧大字守谷北東部の新大字に対するアンケートでは、｢青葉｣の名称が挙がっている。

## 世帯数と人口
2025年（令和7年）5月1日現在の世帯数と人口は以下の通りである。
| 丁目           | 世帯数    | 人口    |
| -------------- | --------- | ------- |
| 松並青葉一丁目 | 768世帯   | 2,272人 |
| 松並青葉二丁目 | 394世帯   | 1,401人 |
| 松並青葉三丁目 | 263世帯   | 776人   |
| 松並青葉四丁目 | 176世帯   | 530人   |
| 計             | 1,601世帯 | 4,979人 |

## 交通
2018年（平成30年）7月に策定された守谷市地域公共交通網形成計画に基づき、2019年（平成31年）4月1日より１年間の実証実験として、モコバスが地域内を経由。2020年（令和2年）4月1日からは、実証実験中の利用状況や利用者意見をもとに運行継続中。
モコバス
地域内には｢松並青葉一丁目｣、｢松並青葉二丁目｣、「松並青葉三丁目」、「松並青葉四丁目」、「ヨークタウン前」の停留所がある。
| 系統                     | 主要経由地                                                                                               | 行先             | 運行会社 |
| ------------------------ | --- | ---------------- | -------- |
| みずき野・松並青葉ルート | 松並青葉四丁目・松並青葉三丁目・松並青葉二丁目・松並青葉一丁目・ヨークタウン前・守谷駅東口・保健センター | パークシティ守谷 | ■関鉄    |

## 小・中学校の学区
市立小・中学校に通う場合、学区は以下の通りとなる
| 丁目           | 番地 | 小学校     | 中学校     |
| -------------- | ---- | ---------- | ---------- |
| 松並青葉一丁目 | 全域 | 黒内小学校 | 守谷中学校 |
| 松並青葉二丁目 | 全域 | 黒内小学校 | 守谷中学校 |
| 松並青葉三丁目 | 全域 | 黒内小学校 | 守谷中学校 |
| 松並青葉四丁目 | 全域 | 黒内小学校 | 守谷中学校 |

ただし、守谷市内で松並青葉一、二、三、四丁目のみ小学校は御所ケ丘小学校又は郷州小学校への通学を選択することができる。また、これにより小学校を選択した児童は、選択した小学校の通学区域の属する中学校のほか、守谷中学校への就学を選択することができる。

## 施設
- ヨークタウン守谷 - 松並青葉一丁目11番地2
- まつやま松並保育園 - 松並青葉一丁目1番地5
- ESR守谷ディストリビューションセンター - 松並青葉二丁目8番地1
- ロジスクエア守谷 - 松並青葉二丁目8番地2
- カワチ薬品守谷松並店 - 松並青葉四丁目1番地1
- ベル・ジャルダン - 松並青葉四丁目1番地12
- あけぼのすぎ公園 - 松並青葉一丁目
- 星の広場 - 松並青葉一丁目
- 松並木公園 - 松並青葉三丁目・四丁目
- 天の川公園 - 松並青葉三丁目